# Рубін Володимир Ілліч
Рубін Володимир Ілліч — радянський і російський композитор. Лауреат Державної премії РРФСР імені М. І. Глінки (1972). Заслужений діяч мистецтв РРФСР (1977). Народний артист Росії (1995).

## Біографія
Народився 5 серпня 1924 р. в Москві. Закінчив Московську консерваторію (1949, клас О. Гольденвейзера).
Автор музики до фільмів: «Йшли солдати…» (1958), «Мертві душі» (1960, фільм-спектакль), «Альошкіна любов » (1960), «До мене, Мухтаре!» (1964), «Перший сніг» (1964), «Заблукалий» (1967), «Микола Бауман», «Місця тут тихі» (1967), «Любов Серафима Фролова» (1968), «Райські яблучка» (1973), «Розклад на завтра» (1976) та ін., а також до українських стрічок: «Казка про Хлопчиша-Кибальчиша» (1964), «Кров за кров» (1991).